# 圆齿鸦跖花
圆齿鸦跖花（学名：Oxygraphis polypetala）为毛茛科鸦跖花属下的一个种。